# 1. Fußballclub Union Berlin 2008-2009
Questa voce raccoglie le informazioni riguardanti il 1. Fußballclub Union Berlin nelle competizioni ufficiali della stagione 2008-2009.

## Stagione
Nella stagione 2008-2009 l'Union Berlino, allenato da Uwe Neuhaus, concluse il campionato di 3. Liga al 1º posto e fu promosso in 2. Bundesliga.

## Rosa
| N. |                     | Ruolo | Calciatore         |
| -- | ------------------- | ----- | ------------------ |
| 1  | Germania (bandiera) | P     | Jan Glinker        |
| 3  | Germania (bandiera) | C     | Mischa Welm        |
| 4  | Germania (bandiera) | C     | Marco Gebhardt     |
| 5  | Germania (bandiera) | D     | Christian Stuff    |
| 7  | Irlanda (bandiera)  | D     | Patrick Kohlmann   |
| 8  | Germania (bandiera) | C     | Mac Younga-Mouhani |
| 9  | Germania (bandiera) | A     | Dustin Heun        |
| 10 | Germania (bandiera) | C     | Hüzeyfe Dogan      |
| 11 | Turchia (bandiera)  | C     | Erdal Bastürk      |
| 12 | Germania (bandiera) | P     | Eric Niendorf      |
| 13 | Germania (bandiera) | P     | Christoph Haker    |
| 14 | Germania (bandiera) | C     | Sebastian Bönig    |
| 15 | Germania (bandiera) | D     | Daniel Göhlert     |

| N. |                     | Ruolo | Calciatore         |
| -- | ------------------- | ----- | ------------------ |
| 16 | Germania (bandiera) | D     | Christoph Menz     |
| 17 | Germania (bandiera) | C     | Torsten Mattuschka |
| 18 | Germania (bandiera) | D     | Daniel Schulz      |
| 20 | Germania (bandiera) | C     | Kevin Maek         |
| 21 | Germania (bandiera) | A     | Steven Jahn        |
| 22 | Algeria (bandiera)  | A     | Karim Benyamina    |
| 23 | Germania (bandiera) | C     | David Hollwitz     |
| 24 | Germania (bandiera) | D     | Michael Bemben     |
| 25 | Croazia (bandiera)  | C     | Adrian Antunović   |
| 26 | Turchia (bandiera)  | A     | Kenan Şahin        |
| 27 | Germania (bandiera) | P     | Carsten Busch      |
| 28 | Germania (bandiera) | A     | Shergo Biran       |
| 29 | Germania (bandiera) | D     | Michael Parensen   |

## Organigramma societario
Area tecnica
- Allenatore: Uwe Neuhaus
- Allenatore in seconda: André Hofschneider
- Preparatore dei portieri: Holger Bahra
- Preparatori atletici:

## Calciomercato

### Sessione estiva
| Acquisti | Acquisti         | Acquisti            | Acquisti |
| R.       | Nome             | da                  | Modalità |
| -------- | ---------------- | ------------------- | -------- |
| C        | Adrian Antunović | Union Berlino U19   |          |
| C        | Erdal Bastürk    | Wanne-Eickel        |          |
| P        | Carsten Busch    | Babelsberg          |          |
| C        | Hüzeyfe Dogan    | Wuppertal           |          |
| D        | Gordan Griebsch  | Germania Schöneiche |          |
| C        | David Hollwitz   | Union Berlino U19   |          |
| A        | Steven Jahn      | Union Berlino U19   |          |
| D        | Patrick Kohlmann | Rot-Weiß Erfurt     |          |
| C        | Kevin Maek       | Wolfsburg II        |          |

| Cessioni | Cessioni         | Cessioni            | Cessioni |
| R.       | Nome             | a                   | Modalità |
| -------- | ---------------- | ------------------- | -------- |
| D        | Gordan Griebsch  | Union Fürstenwalde  |          |
| P        | Michael Hinz     | Rot-Weiß Erfurt     |          |
| A        | Tom Martins      | Germania Schöneiche |          |
| D        | Tim Ruttke       | Union Berlino II    |          |
| C        | Tobias Scharlau  | Germania Schöneiche |          |
| C        | Guido Spork      | BFC Dynamo          |          |
| C        | Christian Streit | TeBe Berlino        |          |

### Sessione invernale
| Acquisti | Acquisti    | Acquisti           | Acquisti |
| R.       | Nome        | da                 | Modalità |
| -------- | ----------- | ------------------ | -------- |
| A        | Kenan Şahin | Fortuna Düsseldorf |          |

| Cessioni | Cessioni        | Cessioni | Cessioni |
| R.       | Nome            | a        | Modalità |
| -------- | --------------- | -------- | -------- |
| D        | Steven Ruprecht | Aalen    |          |

## Risultati

### 3. Liga

#### Girone di andata
| Arbitro: | Drees |

|                      |           |           |
| Müller 49’ Ekici 76’ | Marcatori | 79’ Biran |

| Arbitro: | Weiner |

|                                 |           |             |
| Ruprecht 23’ Benyamina 34’, 70’ | Marcatori | 77’ Hofmann |

| Arbitro: | Pflaum |

|           |           |                    |
| Mesic 81’ | Marcatori | 68’ Younga-Mouhani |

| Arbitro: | Frank |

|                                            |           |  |
| Patschinski 30’ (rig.), 60’, 90’ Biran 77’ | Marcatori |  |

| Berlino 30 agosto 2008, ore 14:00 CEST 5ª giornata | Union Berlino  | 0 – 0 referto | Wuppertal | Friedrich-Ludwig-Jahn-Sportpark (5 544 spett.)\| Arbitro: \| Schempershauwe \| |
| Arbitro:                                           | Schempershauwe |               |           |                                                                                |

| Arbitro: | Meyer |

|  |           |                |
|  | Marcatori | 88’ Mattuschka |

| Arbitro: | Metzen |

|           |           |           |
| Dogan 20’ | Marcatori | 9’ Banser |

| Arbitro: | Seiwert |

|            |           |                     |
| Hansen 49’ | Marcatori | 37’ Biran 67’ Stuff |

| Arbitro: | Achmüller |

|                          |           |  |
| Dogan 40’ Biran 72’, 79’ | Marcatori |  |

| Arbitro: | Wenkel |

|              |           |                               |
| Testroet 78’ | Marcatori | 54’ Patschinski 62’ Benyamina |

| Arbitro: | Benedum |

|                                    |           |                       |
| Benyamina 74’, 86’ Patschinski 82’ | Marcatori | 9’ Löning 66’ Fischer |

| Arbitro: | Stieler |

|                                |           |                    |
| Vaccaro 35’ (rig.), 42’ (rig.) | Marcatori | 10’, 31’ Benyamina |

| Arbitro: | Henschel |

|             |           |  |
| Göhlert 54’ | Marcatori |  |

| Arbitro: | Blos |

|                 |           |  |
| Fink 22’ (rig.) | Marcatori |  |

| Arbitro: | Willenborg |

|                              |           |                 |
| Younga-Mouhani 38’ Stuff 82’ | Marcatori | 70’, 79’ Öztürk |

| Arbitro: | Joerend |

|  |           |                    |
|  | Marcatori | 28’, 87’ Benyamina |

| Arbitro: | Valentin |

|                              |           |  |
| Younga-Mouhani 32’ Stuff 45’ | Marcatori |  |

| Arbitro: | Fleischer |

|          |           |           |
| Wolf 13’ | Marcatori | 72’ Dogan |

| Arbitro: | Hartmann |

|                          |           |  |
| Benyamina 29’ Schulz 88’ | Marcatori |  |

#### Girone di ritorno
| Berlino 20 dicembre 2008, ore 14:00 CET 20ª giornata | Union Berlino | 0 – 0 referto | Bayern Monaco II | Friedrich-Ludwig-Jahn-Sportpark (5 700 spett.)\| Arbitro: \| Stieler \| |
| Arbitro:                                             | Stieler       |               |                  |                                                                         |

| Arbitro: | Kuhl |

|  |           |                                   |
|  | Marcatori | 38’ Benyamina 62’ Şahin 80’ Biran |

| Arbitro: | Ittrich |

|               |           |  |
| Benyamina 23’ | Marcatori |  |

| Burghausen 18 marzo 2009, ore 19:00 CET 23ª giornata | Wacker Burghausen | 0 – 0 referto | Union Berlino | Wacker-Arena (2 650 spett.)\| Arbitro: \| Hammer \| |
| Arbitro:                                             | Hammer            |               |               |                                                     |

| Arbitro: | Trautmann |

|  |           |                   |
|  | Marcatori | 2’ Younga-Mouhani |

| Arbitro: | Gagelmann |

|                     |           |           |
| Biran 44’ Şahin 82’ | Marcatori | 42’ Dobrý |

| Arbitro: | Drees |

|  |           |                     |
|  | Marcatori | 57’ Dogan 87’ Biran |

| Arbitro: | Pflaum |

|                       |           |  |
| Mattuschka 78’ (rig.) | Marcatori |  |

| Arbitro: | Schalk |

|              |           |                                                         |
| Schöckel 16’ | Marcatori | 26’ Dogan 45’ Biran 69’ (rig.) Mattuschka 90’ Benyamina |

| Berlino 1º aprile 2009, ore 19:30 CEST 29ª giornata | Union Berlino | 0 – 0 referto | Werder Brema II | Friedrich-Ludwig-Jahn-Sportpark (5 572 spett.)\| Arbitro: \| Schößling \| |
| Arbitro:                                            | Schößling     |               |                 |                                                                           |

| Paderborn 5 aprile 2009, ore 14:00 CEST 30ª giornata | Paderborn | 0 – 0 referto | Union Berlino | paragon arena (12 597 spett.)\| Arbitro: \| Kempter \| |
| Arbitro:                                             | Kempter   |               |               |                                                        |

| Arbitro: | Fischer |

|                                                         |           |           |
| Biran 4’ Dogan 25’ Şahin 59’ Gebhardt 65’ Benyamina 80’ | Marcatori | 76’ Gambo |

| Arbitro: | Stark |

|  |           |               |
|  | Marcatori | 74’ Benyamina |

| Arbitro: | Rafati |

|  |           |          |
|  | Marcatori | 20’ Týce |

| Sandhausen 3 maggio 2009, ore 14:00 CEST 34ª giornata | Sandhausen | 0 – 0 referto | Union Berlino | Hardtwaldstadion (4 150 spett.)\| Arbitro: \| Steuer \| |
| Arbitro:                                              | Steuer     |               |               |                                                         |

| Arbitro: | Wenkel |

|                                  |           |  |
| Younga-Mouhani 60’ Benyamina 72’ | Marcatori |  |

| Arbitro: | Fritz |

|  |           |              |
|  | Marcatori | 54’ Gebhardt |

| Arbitro: | Schriever |

|           |           |               |
| Biran 39’ | Marcatori | 15’ Pagenburg |

| Arbitro: | Sippel |

|                               |           |                        |
| Mayer 5’ Zedi 33’ Neitzel 86’ | Marcatori | 58’ Dogan 74’ Gebhardt |

## Statistiche

### Statistiche di squadra
| Competizione | Punti | In casa | In casa | In casa | In casa | In casa | In casa | In trasferta | In trasferta | In trasferta | In trasferta | In trasferta | In trasferta | Totale | Totale | Totale | Totale | Totale | Totale | DR  |
| Competizione | Punti | G       | V       | N       | P       | Gf      | Gs      | G            | V            | N            | P            | Gf           | Gs           | G      | V      | N      | P      | Gf     | Gs     | DR  |
| ------------ | ----- | ------- | ------- | ------- | ------- | ------- | ------- | ------------ | ------------ | ------------ | ------------ | ------------ | ------------ | ------ | ------ | ------ | ------ | ------ | ------ | --- |
| 3. Liga      | 78    | 19      | 12      | 6       | 1       | 33      | 10      | 19           | 10           | 6            | 3            | 26           | 13           | 38     | 22     | 12     | 4      | 59     | 23     | +36 |
| Totale       | 78    | 19      | 12      | 6       | 1       | 33      | 10      | 19           | 10           | 6            | 3            | 26           | 13           | 38     | 22     | 12     | 4      | 59     | 23     | +36 |

### Andamento in campionato
| Giornata  | 1  | 2 | 3 | 4 | 5 | 6 | 7 | 8 | 9 | 10 | 11 | 12 | 13 | 14 | 15 | 16 | 17 | 18 | 19 | 20 | 21 | 22 | 23 | 24 | 25 | 26 | 27 | 28 | 29 | 30 | 31 | 32 | 33 | 34 | 35 | 36 | 37 | 38 |
| --------- | -- | - | - | - | - | - | - | - | - | -- | -- | -- | -- | -- | -- | -- | -- | -- | -- | -- | -- | -- | -- | -- | -- | -- | -- | -- | -- | -- | -- | -- | -- | -- | -- | -- | -- | -- |
| Luogo     | T  | C | T | C | C | T | C | T | C | T  | C  | T  | C  | T  | C  | T  | C  | T  | C  | C  | T  | C  | T  | T  | C  | T  | C  | T  | C  | T  | C  | T  | C  | T  | C  | T  | C  | T  |
| Risultato | P  | V | N | V | N | V | N | V | V | V  | V  | N  | V  | P  | N  | V  | V  | N  | V  | N  | V  | V  | N  | V  | V  | V  | V  | V  | N  | N  | V  | V  | P  | N  | V  | V  | N  | P  |
| Posizione | 13 | 9 | 8 | 4 | 6 | 4 | 7 | 5 | 3 | 2  | 1  | 2  | 1  | 3  | 4  | 3  | 2  | 2  | 2  | 2  | 1  | 1  | 1  | 1  | 1  | 1  | 1  | 1  | 1  | 1  | 1  | 1  | 1  | 1  | 1  | 1  | 1  | 1  |

Legenda:

Luogo: C = Casa; T = Trasferta. Risultato: V = Vittoria; N = Pareggio; P = Sconfitta.

### Statistiche dei giocatori
!! colspan="4" | Totale

| Giocatore         | 3. Liga A. Antunović | 3. Liga A. Antunović | 3. Liga A. Antunović | 3. Liga A. Antunović | 4        | 0    | 0           | 0          |
| Giocatore         | Presenze             | Reti                 | Ammonizioni          | Espulsioni           | Presenze | Reti | Ammonizioni | Espulsioni |
| E. Bastürk        | 0                    | 0                    | 0                    | 0                    |          |      |             |            |
| M. Bemben         | 36                   | 0                    | 4                    | 1                    |          |      |             |            |
| K. Benyamina      | 32                   | 16                   | 4                    | 1                    |          |      |             |            |
| S. Biran          | 28                   | 11                   | 6                    | 0                    |          |      |             |            |
| C. Busch          | 1                    | 0                    | 0                    | 0                    |          |      |             |            |
| S. Bönig          | 16                   | 0                    | 2                    | 0                    |          |      |             |            |
| H. Dogan          | 35                   | 7                    | 10                   | 0                    |          |      |             |            |
| M. Gebhardt       | 37                   | 3                    | 6                    | 0                    |          |      |             |            |
| J. Glinker        | 37                   | 0                    | 1                    | 0                    |          |      |             |            |
| D. Göhlert        | 30                   | 1                    | 2                    | 1                    |          |      |             |            |
| C. Haker          | 0                    | 0                    | 0                    | 0                    |          |      |             |            |
| D. Heun           | 3                    | 0                    | 0                    | 0                    |          |      |             |            |
| D. Hollwitz       | 4                    | 0                    | 0                    | 0                    |          |      |             |            |
| S. Jahn           | 6                    | 0                    | 0                    | 0                    |          |      |             |            |
| P. Kohlmann       | 26                   | 0                    | 5                    | 0                    |          |      |             |            |
| K. Maek           | 10                   | 0                    | 1                    | 0                    |          |      |             |            |
| T. Mattuschka     | 35                   | 3                    | 2                    | 0                    |          |      |             |            |
| C. Menz           | 23                   | 0                    | 2                    | 1                    |          |      |             |            |
| E. Niendorf       | 0                    | 0                    | 0                    | 0                    |          |      |             |            |
| M. Parensen       | 18                   | 0                    | 3                    | 0                    |          |      |             |            |
| N. Patschinski    | 17                   | 5                    | 3                    | 0                    |          |      |             |            |
| S. Ruprecht       | 14                   | 1                    | 5                    | 0                    |          |      |             |            |
| D. Schulz         | 20                   | 1                    | 2                    | 0                    |          |      |             |            |
| C. Stuff          | 35                   | 3                    | 1                    | 1                    |          |      |             |            |
| M. Welm           | 0                    | 0                    | 0                    | 0                    |          |      |             |            |
| M. Younga-Mouhani | 36                   | 5                    | 12                   | 0                    |          |      |             |            |
| K. Şahin          | 18                   | 3                    | 3                    | 0                    |          |      |             |            |